# اتفاقية المشاورات الثلاثية (معايير العمل الدولية)
اتفاقية المشاورات الثلاثية ( معايير العمل الدولية )، لعام 1976، رسمياً اتفاقية بشأن المشاورات الثلاثية لتعزيز تطبيق معايير العمل الدولية، وهي اتفاقية منظمة العمل الدولية التي تُنظم عملية تنفيذ الإجراءات المتعلقة بمؤتمرات معايير العمل الدولية. تتطلب المشاورات الثلاثية قبل المصادقة، تنفيذ التشريع أو رفض الاتفاقية. إعتباراً من حزيران / يونيو عام 2015، تم التصديق على الاتفاقية من قبل 139 من دول الأعضاء. تعرف أيضاً الاتفاقية بأسم اتفاقية رقم 144 في قائمة المؤتمرات منظمة العمل الدولية.
| تم التوقيع | 21 حزيران 1976                 |
| الموقع     | جنيف                           |
| معمول به   | 16 مايو 1978                   |
| الحالة     | 2 تصديقات                      |
| الأطراف    | 139                            |
| الإيداع    | المديرالعام لمكتب العمل الدولي |
| اللغات     | الفرنسية والأنجليزية           |